# Mixité (éducation)
Pour les articles homonymes, voir Mixité et coéducation.

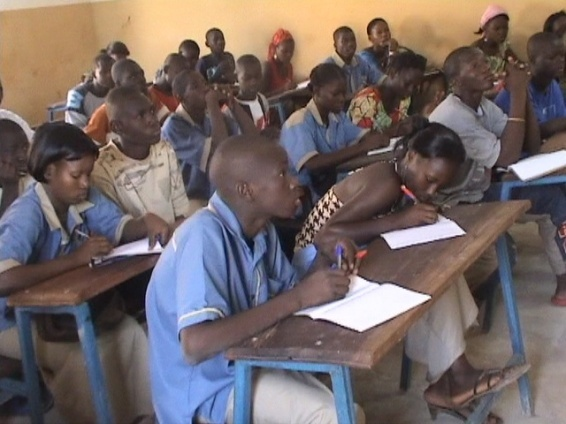
Mixité dans un lycée au Mali (2006).

La mixité ou, dans son sens ancien, la coéducation, est l'instruction et l'éducation en commun des garçons et des filles, dans des groupes mixtes.
Un groupe de personnes est dit mixte s'il est composé de personnes des deux sexes. On parle de « classes mixtes » à l'école, ou encore de groupes de jeunes mixtes (par exemple dans le scoutisme) ou encore des groupes sportifs mixtes.
La communauté internationale s’unit face à la question de l’accès à l’éducation. Un forum mondial sur l’éducation a eu lieu à Dakar en 2000 pour fixer un objectif commun à atteindre pour 2015. L’objectif est d'« éliminer les disparités entre les sexes dans l’enseignement primaire et secondaire d’ici à 2015 et instaurer l’égalité dans ce domaine en 2015, en veillant notamment à assurer aux filles un accès équitable et sans restriction à une éducation de base de qualité avec les mêmes chances de réussite ».

## Histoire

### En Europe, duXVIesiècleauXXIesiècle
En Europe, durant le XVIe siècle, les réformes protestante puis catholique ouvrent la voie à la création de nombreuses écoles primaires : la non-mixité est la règle, en raison de la morale de l'époque, avec les filles entre elles et éduquées par des femmes, et les garçons entre eux éduqués par des hommes ; toutefois, en pratique, la mixité existe parfois, notamment là où il y a peu d'écoles comme dans les campagnes. En ce qui concerne l'enseignement secondaire, les établissements accueillent surtout des classes sociales moyennes et sont presque tous non-mixtes. Cet état de fait durera jusqu'à la fin du XIXe siècle.
Au XIXe siècle, certains Européens ayant observé le modèle de « coéducation » — filles et garçons dans un même établissement — aux États-Unis, en ramènent l'idée en Europe — comme la médecin britannique Sophia Jex-Blake, qui rend compte en 1867 de ce qu'elle a vu dans certains collèges universitaires de l'Ohio — et l'idée fait débat dès les années 1860. En ce qui concerne la France, certains, comme le juriste et sénateur Édouard Lefebvre de Laboulaye ou le pédagogue Célestin Hippeau, en parlent aussi mais contestent la possibilité de son application dans le pays. En 1876, des pédagogues de l'Europe entière se retrouvent à l'exposition universelle de Philadelphie : là aussi, la coéducation dans les institutions d'éducation américaines fait débat ; les pédagogues allemands, par exemple, déplorent la liberté morale et l'indépendance que cela paraît encourager chez les jeunes filles, ce qui ne convient pas aux rôles traditionnels de genre.
À fin du XIXe siècle, les revendications des féministes en matière de droits des femmes permettent de faire évoluer la question de la mixité scolaire, en soulignant notamment que les jeunes filles américaines sont tout aussi capables que les jeunes hommes d'étudier jusque dans les universités et que cela leur permet aussi davantage de débouchés professionnels. Le Congrès international du droit des femmes, qui a lieu pendant l'exposition universelle de 1878 à Paris, recommande la coéducation pour tous les niveaux d'enseignement. Les pays protestants européens pratiquent assez facilement la coéducation ; ainsi, les filles des classes moyennes des Pays-Bas sont admises dans le degré supérieur de l'enseignement secondaire dès 1871. Il n'en va pas de même en France où, en 1880, le système public des collèges et lycées est mis en place par Camille Sée, qui refuse la coéducation, inappropriée, selon lui, à un pays catholique. En ce qui concerne les pays catholiques méditerranéens considérés « sous-développés » à l'époque, les filles entrent dans les écoles initialement destinées aux seuls garçons, en raison du manque d'établissements secondaires.
Le début du XXe siècle voit l'enseignement primaire être généralisé en Europe et l'enseignement secondaire a de plus en plus d'élèves. Dans le même temps, le secteur tertiaire offre davantage d'emplois aux femmes. Ce contexte permet de faire évoluer le regard sur la mixité dans les institutions scolaires et certains pédagogues et éducateurs la recommandent. Les classes mixtes, mais avec des groupes d'âges spécifiques, deviennent une idée considérée comme plus efficace et propice à l'instauration de meilleurs relations entre filles et garçons. En Russie soviétique, dès 1918 et dans une visée d'égalitarisme entre les sexes, toutes les écoles doivent devenir mixtes, avec l'objectif d'« éliminer les hiérarchies de sexe », selon l'historienne Rebecca Rogers ; la pratique ne correspondra pas tout à fait aux décisions, mais davantage de filles sont scolarisées dans le primaire et le secondaire, et les cursus deviennent mixtes eux aussi. Toutefois, l'éducation non-mixte revient dans les villes russes en 1943, afin de préparer les garçons et filles aux rôles respectifs de soldat et mère, et ce, jusqu'en 1954 — parents et enseignants revendiquant le retour à la mixité. Dans le reste de l'Europe, dès 1921, avec une meilleure connaissance de la psychologie de l'enfant et celle de l'adolescent, la coéducation est demandée par la Ligue internationale pour l’Éducation nouvelle. Dans les années suivantes, alors que garçons et filles se rencontrent déjà dans d'autres activités, la mixité est vue comme améliorant les relations entre les genres, favorisant l'affirmation des filles et calmant les comportements brutaux de certains garçons ; l'égalité de cursus filles-garçons est, elle, moins considérée. Toutefois, en 1929, le pape Pie XI condamne la coéducation dans une encyclique, ce qui a un impact dans les pays à dominance catholique.

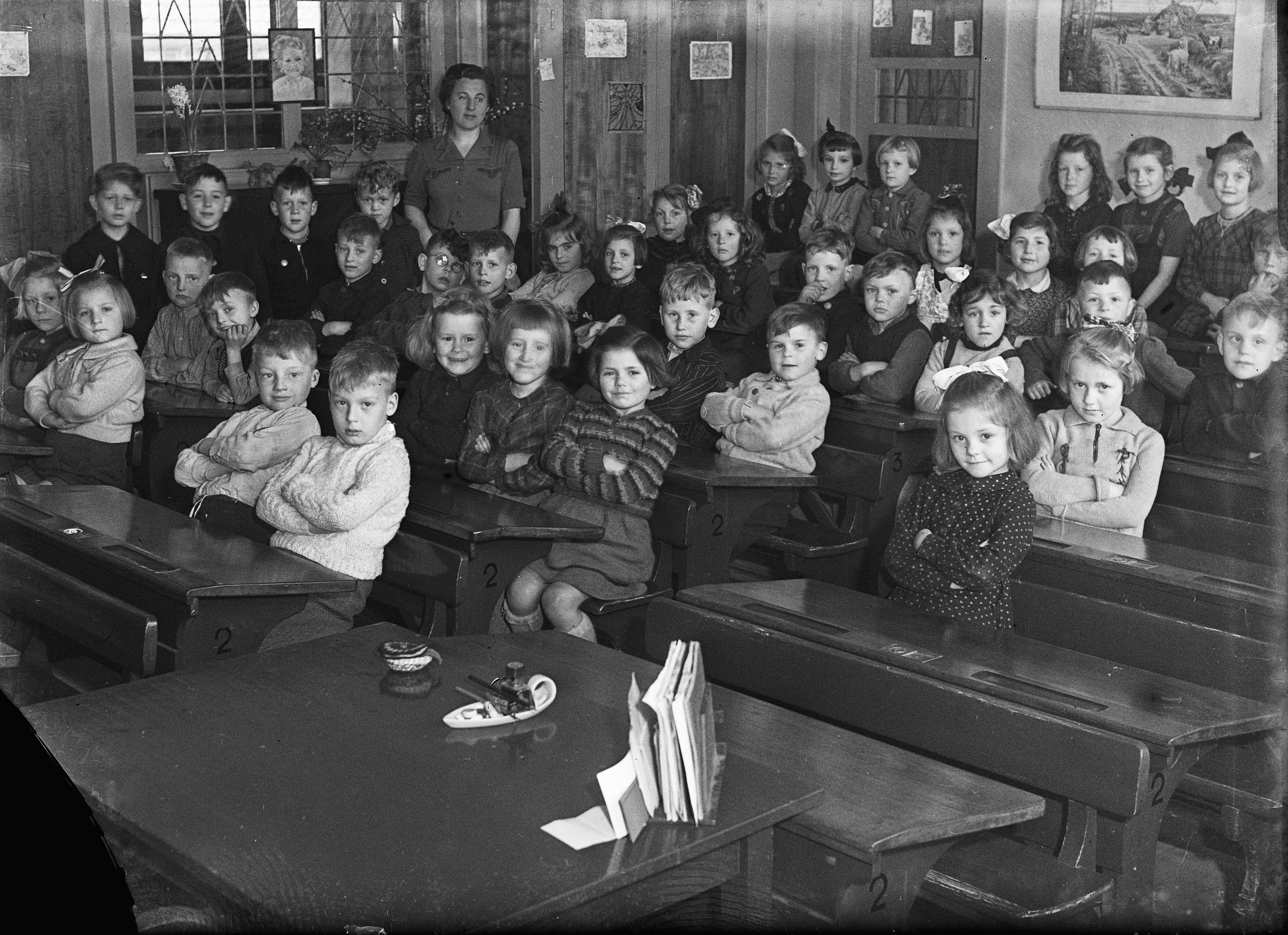
Une classe dans une école primaire aux Pays-Bas en 1946.

La mixité commence souvent par les plus jeunes dans les écoles primaires européennes. Ainsi, en France à partir de 1933, la possibilité est ouverte pour les institutrices d'enseigner aux enfants des deux sexes entre 6 et 9 ans, tandis que les plus de 9 ans ont un instituteur. L'après Seconde Guerre mondiale en Europe de l'Ouest et du Nord voit un changement dans les principes idéologiques concernant la non-mixité, dans un contexte de renouveau culturel et d'un plus grand nombre d'adolescents dans l'enseignement secondaire. Les idées sont à davantage d'égalité de chances offertes par l'éducation, tant entre les sexes qu'entre les personnes issues de différentes classes sociales, et la non-mixité est jugée comme mettant en valeur les différences. De plus, du côté des catholiques, la mixité n'est plus perçue comme amorale ; des changements ont lieu en France et en Italie, par exemple, ce qui n'est cependant pas le cas en Irlande catholique, où nombre de familles refusent la mixité à l'école. Les établissements mixtes deviennent donc plus fréquents. À la fin du XXe siècle, il reste quelques écoles non-mixtes mais elles sont souvent perçues comme correspondant à « une vision essentialiste des différences entre les sexes » et moins fréquentées ; quelques-unes, particulières et avec une image élitiste, ont toutefois un prestige qui attire certaines familles.
Les études scientifiques indiquent que ce n'est pas parce qu'il y a coéducation qu'il y a forcément plus d'égalité, mais pour beaucoup de spécialistes féministes, cela permet d'avancer vers l'égalité entre les sexes. Cependant, Rebecca Rogers pointe le fait que les stéréotypes de genre peuvent influer de façon souvent non consciente sur le comportement des élèves et sur les pratiques pédagogiques des enseignants.

### En France

#### Scolarisation des filles

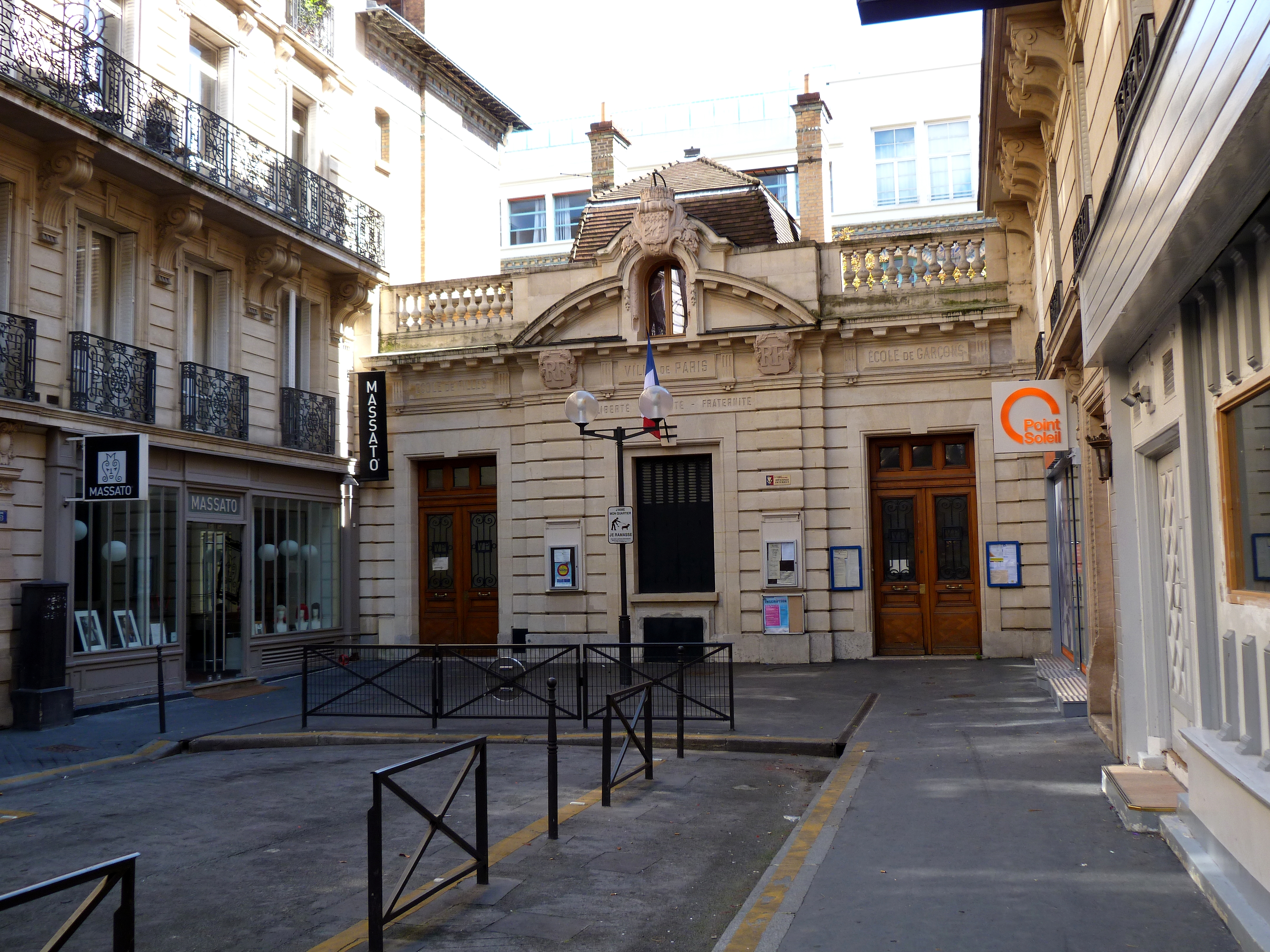
Entrée de l'école parisienne rue Robert-Estienne, qui a conservé les anciens frontons « École de filles » (porte de gauche) et « École de garçons » (porte de droite).

L'idée d'éduquer de la même façon les garçons comme les filles procède de l'idée de fournir une même éducation à tous ; elle fut formulée pour la première fois par Comenius, pédagogue tchèque du XVIIe siècle. La loi Duruy en France impose notamment l’ouverture en 1867 d'une école de filles dans les communes de plus de cinq cents habitants.
La coéducation fut par contre longtemps combattue par les pédagogues catholiques qui y voyaient une source de désordre sexuel contraire à la morale. Elle est officiellement condamnée par le pape Pie XI en 1929 dans l'encyclique Divini illius Magistri. Sous la monarchie de Juillet, la loi Guizot en 1833 rendait possible la co-instruction et le co-enseignement, en prévoyant théoriquement la possibilité d’associer garçons et filles dans une même classe pour les plus petites communes mais dans les faits, chaque commune devait entretenir au moins une école primaire de garçons mais rien n'était obligatoire pour les filles.
En définitive, la coéducation ne s'appliquait qu'aux classes populaires, pour le niveau élémentaire et, comme le note l'historienne Odile Roynette, « n'inclut pas forcément le traitement identique mais seulement une collaboration ». La progression de l'éducation des filles, couplée à une féminisation du corps enseignant, ne doit ainsi pas se comprendre à l'époque avec l'idée d'égalité : les enseignements sont différenciés, comme les travaux d'aiguilles pour les filles prévus dans la loi Duruy de 1867, alors que la loi Camille Sée de 1880 prévoit la création de lycées de jeunes filles qui ne préparent pas au baccalauréat (indispensable pour intégrer l'université) mais à un diplôme de fin d'études secondaires. Il s'agit alors surtout pour la République de diminuer l'influence de l'Église sur les jeunes filles.

#### Les précurseurs: l'éducation anarchiste
Parmi les premiers pédagogues à poser en principe la nécessité de la mixité en éducation, et à la mettre en pratique, figurent plusieurs pédagogues anarchistes.
À la fin du Second Empire, le familistère de Guise propose des classes mixtes avec un enseignement similaire, bien que les enfants des deux sexes soient séparés par un « large passage », note son fondateur Jean-Baptiste André Godin. Paul Robin instaura la « coéducation » des sexes à l'orphelinat de Cempuis, qu'il dirigea à partir de 1880, sur des enfants de 6 à 14 ans. Il partait du principe d'instituer une éducation morale basée sur le sens des responsabilités, le respect de chacun et la solidarité du groupe, comme dans une vie familiale. Comme cela se pratique à l'époque aux États-Unis, il s'agit d'une contribution à l'harmonie sociale. Comme l'indique Odile Roynette, « la mixité fut donc d'abord pensée plutôt comme un outil de régulation des sexes, que comme un instrument de transformation sociale, quand elle n'était pas un pis-aller ».
L'expérience de l'orphelinat de Cempuis fut dans un premier temps soutenue administrativement, en particulier par Ferdinand Buisson. Mais elle subit des campagnes virulentes de la presse catholique, qui parlait de « la porcherie de Cempuis » en raison de la mixité,. Sébastien Faure s'inspira de l'expérience de Cempuis pour fonder La Ruche à Rambouillet en 1904.
Francisco Ferrer mit en œuvre les mêmes principes en Espagne en 1901 lorsqu'il fonda la première Escuela moderna. Au début, l'école fut financée par un legs d'une mécène. Quelques années plus tard, plus d'une centaine d'écoles de ce type existaient en Espagne, en dépit du fait qu'elles soient payantes et mixtes, et du poids de l'Église catholique dans ce pays[réf. incomplète].

#### La « coéducation» dans l'éducation nouvelle

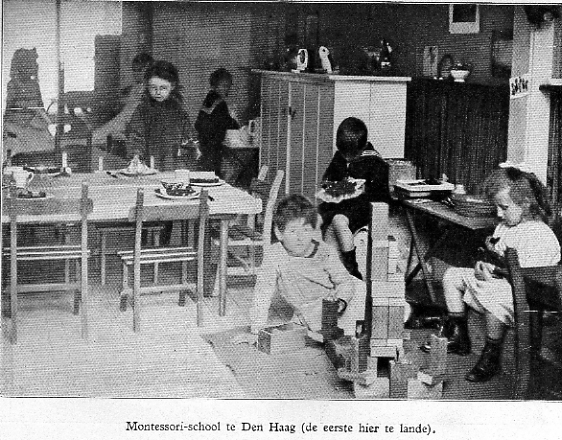
Une école Montessori en 1915.

L'éducation nouvelle fit de la mixité un de ses chevaux de bataille au début du XXe siècle, on parlait à l'époque de « coéducation », terme américain adopté après que des pédagogues ont commenté l'introduction de la mixité dans les écoles américaines au XIXe siècle.
L'école de Bedales fut la première école mixte d'Angleterre ; en Allemagne ce fut l'Odenwaldschule de Paul Geheeb.
Quand Adolphe Ferrière rédigea en 1918 les « 30 points qui font une école nouvelle », la mixité y figurait en bonne place : il y affirme « 5 - La coéducation des sexes a donné des résultats incomparables ».

## Par pays

### France

#### Jusqu'à la Seconde Guerre mondiale
L'enseignement public était non-mixte sauf dans le cas de contraintes matérielles : les classes uniques dans des petits villages de la France rurale sont le plus souvent mixtes. On qualifiait ces classes ou ces écoles de « géminées » ou de gémination scolaire. Ainsi, en 1860, on compte 35 000 écoles de garçons, 14 000 de filles et 17 660 mixtes. Cependant, des précautions sont édictées afin que les deux sexes n'entrent pas en contact : cloisons d'au moins un mètre entre les groupes dans les classes, séparation lors des exercices et entrées différées dans l'établissement, même si ces demandes étaient parfois difficilement applicables. Cette séparation jugée saine rejoint l'idée qu'il faut préparer les enfants à jouer à l'âge adulte des rôles sexués différents, l'homme honnête et bon citoyen d'un côté et la femme cantonnée à la vie domestique de l'autre, dont les connaissances acquises ne doivent s'entendre que comme utiles à son futur rôle familial.
En novembre 1915, une circulaire autorise l'entrée des filles des classes primaires dans les écoles de garçons, et vice versa. Il s'agit encore de répondre à des raisons pratiques, alors que de nombreux instituteurs sont mobilisés pour la Première Guerre mondiale, conduisant à une baisse des effectifs. En octobre 1922, la mesure est étendues aux classes de 8e et 7e. Dans les années 1930, 45 % des établissements scolaires mélangent filles et garçons, mais seulement dans quelques classes.
En 1919 est créé le baccalauréat féminin puis, en 1924, les programmes de l'enseignement secondaire sont rendus identiques pour les filles et les garçons, sans remettre en cause la non-mixité, les lycées de jeunes filles poursuivant leur existence mais pouvant attirer davantage d'élèves. Elles peuvent donc désormais accéder plus facilement à l'université, même si des pionnières y sont entrées dès la fin du XIXe siècle (Dorothea Klumpke, Jeanne Chauvin, etc.). Entre 1861 et 1866, on compte six bachelières, contre 1112 en 1920. Leur présence dans l'enseignement supérieur (par exemple Françoise Dolto en médecine et Simone de Beauvoir en philosophie, au désespoir de leurs mères) est « tolérée mais reste suspecte » écrit Odile Roynette, alors que la figure de l'intellectuelle est considérée avec méfiance.
Alors que le régime de Vichy promeut une image réactionnaire du rôle des femmes, l'exemple du lycée Marcelin-Berthelot est particulier : en 1938, il comptait déjà 25 jeunes filles et augmente jusqu'à atteindre le nombre de 515 en 1945, soit 39 % des élèves, la mixité y étant tolérée dans la mesure où de nombreuses familles de la banlieue sud-est de Paris – où il y a très peu de lycées de jeunes filles – souhaitaient que leurs filles bénéficient d'une ascension sociale. En janvier 1943, le jugement du proviseur du lycée est toutefois sévère : « Le caractère mixte du lycée complique beaucoup l'œuvre d'éducation. Le langage qui convient aux garçons n'est pas toujours celui qu'il faut tenir aux jeunes filles. […] Il arrive aussi que les jeunes filles prennent aux garçons leurs défauts et n'observent pas toujours toute la réserve souhaitable, leur présence est un élément de trouble et ne contribue à améliorer ni l'instruction ni l'éducation ». Pour sa part, le recteur de l'académie craint qu'un trop grand nombre d'élèves féminines ne prenne de places aux garçons.

#### Depuis la Seconde Guerre mondiale
En 1957, le terme « mixité » se généralise dans le vocabulaire de l'Éducation nationale.
Le second degré de l'enseignement est composé jusqu'en 1959 de collèges et lycées mais surtout d'écoles primaires supérieures (devenues collèges modernes en 1941) et de cours complémentaires. Les collèges, les lycées et les écoles primaires supérieures sont séparés comme les cours complémentaires en deux.
Sous la Ve République, la mixité est généralisée :
- La réforme Berthoin en 1959 légalise les lycées mixtes[5].
- La loi Fouchet-Capelle en 1963 l'étend aux collèges[5].

Dans les années 1960, des rapports recensent jusqu'à un tiers de classes mixtes.
En mars 1968, la moitié des classes des lycées et collèges sont mixtes. La légalisation de la contraception en 1967 et les idéaux de Mai 68 participent à instaurer la mixité comme une norme, ce qui bouscule les habitudes du corps enseignant mais répond à une demande des lycéens, comme l'indique un tract du comité d'actions du lycée Buffon (Paris) : « La mixité transforme la nature des rapports entre garçons et filles. Ces rapports deviendront meilleurs, plus naturels, s'ils sont exempts de préjugés et de tabous ».
Enfin, la loi Haby de 1975 et ses décrets d'application de 1976 généralisent la mixité dans tous les degrés de l'enseignement,. Cela ne va pas sans discriminations, les garçons se faisant par exemple davantage remarquer en exerçant une domination sonore et corporelle en classe,,,. En pratique, les cours d'éducation physique étaient séparés assez systématiquement jusqu'aux années 1990. Dans les lycées professionnels de nombreuses sections sont restées unisexes.
En 1972, l'École polytechnique devient mixte; puis, en 1981 les Écoles normales supérieures de Saint-Cloud et de Fontenay, en 1983 l'École spéciale militaire de Saint-Cyr.
La loi du 15 mai 2008 portant sur la lutte contre les discriminations permet « l'organisation d'enseignements par regroupement des élèves en fonction de leur sexe ».
La mixité scolaire n'a pas fait disparaître la sur-représentation de garçons dans les filières d'excellence[réf. nécessaire] ni les discriminations liées au sexe[réf. nécessaire]. Au XXIe siècle, elle est combattue, pour des raisons différentes, par les intégristes religieux, par des ultra-féministes et par certains parents inquiets.

### États-Unis
Dans les pays protestants, la moindre influence de l'Église catholique romaine ne conduit pas à une stigmatisation de la coéducation comme ce fut historiquement le cas en France. Au début du XIXe, la majorité des écoles élémentaires et des high schools du nord des États-Unis sont mixtes. Au milieu des années 1830, l'Oberlin College (Ohio), est le premier établissement supérieur à accepter les filles. Il ne s'agit alors pas de nier le rôle naturel des sexes mais de favoriser par leurs contacts la pacification des mœurs masculines et la socialisation.
En 1892, l'université de Chicago est créée et recrute explicitement un public mixte (bien que d'autres universités principalement situées dans l'ouest et le nord-ouest des États-Unis aient déjà en 1870 été ouvertes aux femmes, sans toutefois avoir une attitude aussi volontariste). En 1870, sur 5 femmes allant à l'université, 2 s'inscrivent dans une université mixte. En 1880, elles sont 3 sur 5. Toutefois, cette mixité provoque un sentiment de rejet au fur et à mesure de l'augmentation des effectifs féminins, et de ressentiment lorsqu'elles trustent les récompenses académiques. Cela conduit des hommes à demander, et quelquefois obtenir des quotas limitant le nombre de femmes, ou le retour à la situation ex ante. C'est le cas de l'université de Rochester, qui s'était ouverte à contre-cœur aux femmes dans les années 1900 sous la pression financière, puis qui redevint réservée aux hommes en 1912, grâce à la création d'un institut séparé réservé aux femmes. L'instauration de quotas (par exemple à Stanford) eut un effet inverse à celui-ci désiré, puisque sous l'effet de la concurrence, seules les femmes les plus brillantes étaient admises : elles trustèrent donc encore plus de prix.
En 1996, la Young Women's Leadership School (YWLS), un lycée public de Harlem (New York), promeut la non-mixité afin que les élèves filles obtiennent de meilleurs résultats. Cette décision a suscité une polémique.

### Pakistan
Au Pakistan, selon l’UNICEF (Fondation des Nations unies pour l’Enfance), seulement 28 % des filles sont scolarisées. Cela explique en partie, le taux d’alphabétisme qui est de 26 % pour les filles, tandis que le taux global est de 46 %.
L’éducation pour les femmes rencontre plusieurs obstacles qu’ils soient politiques, sociaux ou culturels.
Sur le plan politique, des projets d’éducation sont mis en place mais ne sont pas concrétisés en raison d'une instabilité des gouvernements. En 2013, plusieurs écoles de filles furent brûlées par les talibans qui affirment être contre l’éducation mixte et pour une séparation hommes/femmes. À la suite de ces actes, de nombreuses écoles ont fermé, des enseignantes ont été licenciées et beaucoup de parents ne veulent plus que leurs filles aillent à l’école.
Sur le plan social, la pauvreté est très présente au Pakistan c’est pourquoi, les parents de milieux ruraux ne peuvent pas payer la scolarité de leurs enfants. Par conséquent, de nombreux jeunes sont obligés de travailler. En effet, selon l’UNICEF, 17 % de la population active sont des enfants. On retrouve majoritairement des filles, obligées de travailler, comme domestiques, pour nourrir leur famille.
Sur le plan culturel, certains considèrent que leur religion interdit l’éducation des filles. D’autres redoutent que l’éducation ouvre aux jeunes un esprit plus critique leur permettant de se révolter contre les leaders, qui voudraient abuser de leur innocence.
Pour lutter contre le taux d’analphabétisme élevé, des écoles formelles et non-formelles voient le jour, permettant aux femmes et aux filles d’accéder à l’instruction. Sachant que les écoles formelles ne sont pas nombreuses et réparties équitablement au Pakistan, des écoles non-formelles sont créées par des associations pour remédier au problème. On en compte 1 500 destinées aux femmes et aux filles, sans compter les multiples projets de construction, avec l’aide d’ONG (Organisations Non-Gouvernementales).
De nombreuses jeunes filles font figure de lutte pour l’éducation des filles à l’école. Malala Yousafzai, prix Nobel pour la paix en 2012, est l’emblème majeur de cette lutte. Depuis son adolescence, elle revendique le droit à l’éducation pour les filles, n’hésitant pas à mettre sa vie en danger et à défier les talibans. En juillet 2013, devant l’Assemblée générale de l’ONU (Organisation des Nations unies), elle a déclaré : « Nos livres et nos stylos sont nos armes les plus puissantes. Un enseignant, un livre, un stylo, peuvent changer le monde ».
La reconnaissance que lui a amenée son combat, a conduit d’autres jeunes filles à soutenir cette lutte, comme Nazia, jeune Pakistanaise. Elle fut mariée de force à l’âge de 5 ans et fut obligée d’abandonner sa scolarité à l’âge de 12 ans par manque de moyens financiers. Après de nombreuses années, elle a décidé de faire valoir son droit à l’éducation. Elle a pour slogan : « Stronger than poverty and fear », qui signifie « Plus fort que la pauvreté et la peur ». Celui-ci est repris par de nombreuses femmes dans la même situation.

## Points de débat
La mixité des classes est périodiquement remise en question par des livres ou les médias. Lors de ces débats, les arguments suivants sont mis en avant par les partisans et les opposants de la mixité dans l'éducation :

### Mixité et sexisme
- Une école mixte doit proposer des activités pédagogiques complémentaires convenant mieux, traditionnellement, à certaines polarités sans qu'elles soient exclusives, la virilité ou la féminité doivent s'exprimer et se discuter librement, surtout pour leurs excès.
- Les écoles mixtes ont pour mission de respecter les polarités naturelles, par exemple dans l'orientation du raisonnement, afin qu'elles soient perçues comme complémentaires dès l'enfance. Elles ont aussi comme responsabilité de respecter les genres masculin et féminin dans leur expression, particulièrement physique, ce qui contribue à l'apprentissage du respect des différences plutôt qu'à l'uniformisation.
- Les enfants qui ont une polarité mal définie, qui se sentent précocement transgenres ou que l’on constate intersexués, ne pourraient pas bénéficier d'une éducation non mixte, car ils n'entrent dans aucune des catégories habituelles.

### Impact sur les apprentissages
Beaucoup d'opposants à la mixité pensent qu'une éducation séparée des filles et des garçons favorise leur apprentissage.
De nombreuses études[citation nécessaire] ont fait apparaître des biais comportementaux de la part des enseignants, avec la mise en place de stéréotypes sexués qui les conduisent à consacrer un peu moins de temps aux filles, et à se montrer plus exigeants avec les garçons, notamment dans les matières supposées « masculines » comme les mathématiques. D'autre part, les élèves eux-mêmes mettent en place une forme de contrôle social, qui conduit dans certains cas, comme dans le milieu universitaire aux États-Unis, une majorité filles à adopter un profil conforme aux attentes de non-compétition avec les garçons. Toutefois, après retraitement des résultats aux examens, Marie Duru-Bellat, une auteur favorable à la mixité, relève que les différences ne sont pas vraiment significatives. Elle constate le côté délétère de l’application de stéréotypes, mais rapporte que les tentatives d'éducation non mixte en Angleterre ont légèrement profité aux filles, mais pas aux garçons.

### Ouvrages
- Michèle Ferrand, Marlaine Cacouault-Bitaud, Marie-Jeanne Da Col Richert, La mixité dans l'éducation : enjeux passés et présents, CNRS Éditions, 2007.
- Annie Lechenet, Mireille Baurens et Isabelle Collet, Former à l'égalité : Défi pour une mixité véritable, Paris, Éditions L'Harmattan, 2016 (ISBN 978-2-343-09242-3).
- Marie-Pierre Moreau, Les enseignants et le genre, PUF, 2011.
- Nicole Mosconi, La mixité dans l'enseignement secondaire : un faux semblant ?, PUF, 1989.
- Rebecca Rogers, La mixité dans l'éducation : enjeux passés et présents, ENS éditions, 2004.
- C. Zaidman, La Mixité à l'école primaire, L'Harmattan, 1996.
- Geneviève Pezeu, Des filles chez les garçons. L'apprentissage de la mixité, Éditions Vendémiaire, 2020.

### Articles de recherche
- Christiane Demeulenaere-Douyère, Un précurseur de la mixité : Paul Robin et la coéducation des sexes, dans Coéducation et mixité, CLIO, Histoire, Femmes et Sociétés, 2003, 18, p. 125-132.
- Marie Duru-Bellat, « Ce que la mixité fait aux élèves », Revue de l'OFCE n°113, juillet 2010, p. 197-212.
- Geneviève Pezeu, « Une histoire de la mixité », dossier « Filles et garçons à l’école », Cahiers pédagogiques, n°487.
- Odile Roynette, « La mixité : une révolution en danger ? », L'Histoire n°455, janvier 2019, p. 12-19.
- Michelle Zancarini-Fournel, « La mixité scolaire, une confusion des genres ? », Le Genre face aux mutations, Rennes, PUR, 2003, p. 39.

### Articles de presse ou autres
- N. Bletry, « Pakistan : les talibans brûlent les écoles des filles », Ouest France, 2013.
- M.-C. Dinu, « Toutes les filles à l’école ! », Journal International, 2014.
- A. Latif, « Situation alarmante de l’éducation au Pakistan », Pakistan Press International (UNESCO), 2013.